# El burlador de Castilla
El burlador de Castilla, en inglés: Adventures of Don Juan (Las aventuras de Don Juan), es una película romántica de aventuras de 1948 de los estudios de la Warner Bros.. Fue dirigida por Vincent Sherman y producida por Jerry Wald basándose en un guion de George Oppenheimer y Harry Kurnitz y este de la idea original de Herbert Dalmas, con las contribuciones no acreditadas de William Faulkner y Robert Florey. La banda sonora estuvo a cargo de Max Steiner, la fotografía de Elwood Bredell y el diseño de los trajes por Leah Rhodes, Marjorie Best y Travilla.
Las estrellas de la película incluyen a Errol Flynn, Viveca Lindfors, Robert Douglas, Alan Hale, Sr., Ann Rutherford  y Robert Warwick. También aparecen en el reparto Barbara Bates, Raymond Burr y Mary Stuart.
La película fue nominada para dos Oscars de la Academia y ganó el premio Oscar al mejor diseño de vestuario (Leah Rhodes, Travilla y Marjorie Best)

## Sinopsis
Don Juan de Mañara (una referencia al mito de Don Juan y a su probable inspirador, Miguel de Mañara) es un caballero español que después de provocar un escándalo amoroso que da al traste con un matrimonio de conveniencia impuesto por la reina, es expulsado, regresando a la corte de España. 
De nuevo en su patria, don Juan se emplea como un maestro de esgrima en el Real Colegio de Guardias Nobles, lo que le rehabilita a los ojos de todos y borra del recuerdo los detalles de su oscuro pasado. Pero dado su carácter pendenciero los problemas no tardan en llegar de nuevo.